# Devarr Boyles
Devarr Boyles (ur. 18 lipca 1970) – bermudzki piłkarz, grający na pozycji pomocnika, trener piłkarski.

## Kariera piłkarska

### Kariera klubowa
Występował w Dandy Town Hornets.

### Kariera reprezentacyjna
W latach 2000–2001 bronił barw narodowej reprezentacji Bermudów.

## Kariera trenerska
Po zakończeniu kariery piłkarskiej rozpoczął karierę szkoleniową. Od marca do czerwca 2010 roku trenował Devonshire Cougars. Od sierpnia 2011 do czerwca 2012 prowadził narodową reprezentację Bermudów.